# Кеной (Западно-Казахстанская область)
Кеной (каз. Кеңой) — село в Бокейординском районе Западно-Казахстанской области Казахстана. Входит в состав Уялинского сельского округа. Код КАТО — 275435200.

## Население
В 1999 году население села составляло 190 человек (99 мужчин и 91 женщина). По данным переписи 2009 года, в селе проживало 267 человек (135 мужчин и 132 женщины).